# Edward Hamm
Edward Barton Hamm (13. dubna 1906 Lonoke, Arkansas – 25. června 1982 Albany, Oregon) byl americký atlet, olympijský vítěz ve skoku do dálky.
V roce 1928 se stal mistrem USA ve skoku do dálky, v soutěži zvítězil v novém světovém rekordu 790 cm. Na olympiádě v Amsterdamu v témže roku zvítězil výkonem 773 cm. Porazil o 15 cm stříbrného medailistu Silvio Catora z Haiti, který o devět dnů později překonal jeho světový rekord o 3 cm.
Po skončení sportovní kariéry pracoval jako trenér, později po dokončení Georgia Institute of Technology v The Coca-Cola Company.